# Американский университет в Центральной Азии
Американский университет в Центральной Азии (АУЦА; англ. American University of Central Asia, AUCA) — университет свободных искусств, расположенный в Бишкеке.

## История
В 1993 году была основана «Киргизско-американская школа» (англ. Kyrgyz-American School, KAS) как часть Киргизского национального университета имени Жусупа Баласагына. В 1997 году, по указу Президента Кыргызстана, Киргизско-американская школа была реорганизована в «Американский университет в Кыргызстане» (англ. American University in Kyrgyzstan, AUK) с независимым советом директоров.
В 2002 году Американский университет в Кыргызстане был переименован в Американский университет в Центральной Азии (англ. American University of Central Asia).
В 2009 году АУЦА запустили партнерскую программу с Бард-колледжом, которая с 2011 года позволяет студентам двенадцати академических программ бакалавриата АУЦА получать дипломы, аккредитованные Бард-колледжем. В рамках партнерства студенты получают двойные дипломы: международно признанный диплом Бард-колледжа и диплом государственного образца от Министерства образования Кыргызской Республики.
С начала 2016 учебного года Американский университет в Центральной Азии запускает программу «онлайн-МВА».
На базе при университета началась организация Инновационного колледжа АУЦА (Technical School of Innovation AUCA) для школьников, получивших основное общее образование. Первый день открытых дверей в колледже прошёл в марте 2019 года. 26 октября того же года состоялось официальное открытие колледжа (на тот момент уже действующего), приуроченное к церемонии посвящения в студенты первых учащихся нового образовательного учреждения.

## Кампус

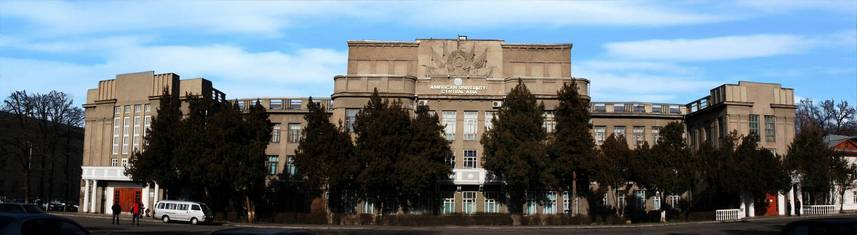
Здание старого кампуса

31 октября 2015 года состоялась церемония открытия нового кампуса Американского университета в Центральной Азии. Ранее кампус находился в здании на старой площади. Строительство нового кампуса велось с 2012 года и расположилось между 12-м микрорайоном и районом «Асанбай». Четырехэтажное здание общей площадью 16 тысяч квадратных метров было построено на трех гектарах земли. Здание вместило себя учебный, административный, спортивный комплексы и общежитие. Все объекты построены с использованием экологически чистых материалов и технологий.

## Академические программы
15 программ бакалавриата.
- Антропология, Технология и Международное развитие
- Прикладная математика и информатика
- Бизнес-управление
- Экономика
- Европоведение
- Юриспруденция
- Международные отношения
- Журналистика
- Международные отношения
- Свободные искусства и науки
- Психология
- Социология
- Программная инженерия
- Прикладная геология
- Кино, Телевидение и Медиа искусства

10 программ магистратуры.
- Управление бизнесом
- Прикладная психология
- Изучение Центральной Азии
- Социология
- Журналистика
- Экономика
- Педагогика
- Антропология, урбанизм и международное развитие
- Юриспруденция
- Управление талантами и развитие человеческого потенциала в организациях

## Департаменты и центры исследований
- Институт Изучения Центральной Азии. Он располагает всемирной сетью ученых, фокусирующихся на изучении социальных наук и культуры центральноазиатского региона[11].
- Тянь-Шанский аналитический центр. Центр является инновационной некоммерческой, действующей в интересах общественности организацией, которая работает над исследованиями, мониторингом и анализом, а также осуществлением приемлемых и эффективных для стран и сообществ Центральной Азии решений на государственном уровне[12].

## Награды
- Орден «Достук» (30 августа 2017, Кыргызстан) — «за особый вклад в развитие социально-экономического, духовного и интеллектуального потенциала Кыргызской Республики»[13].